# Acko Ankarberg Johansson

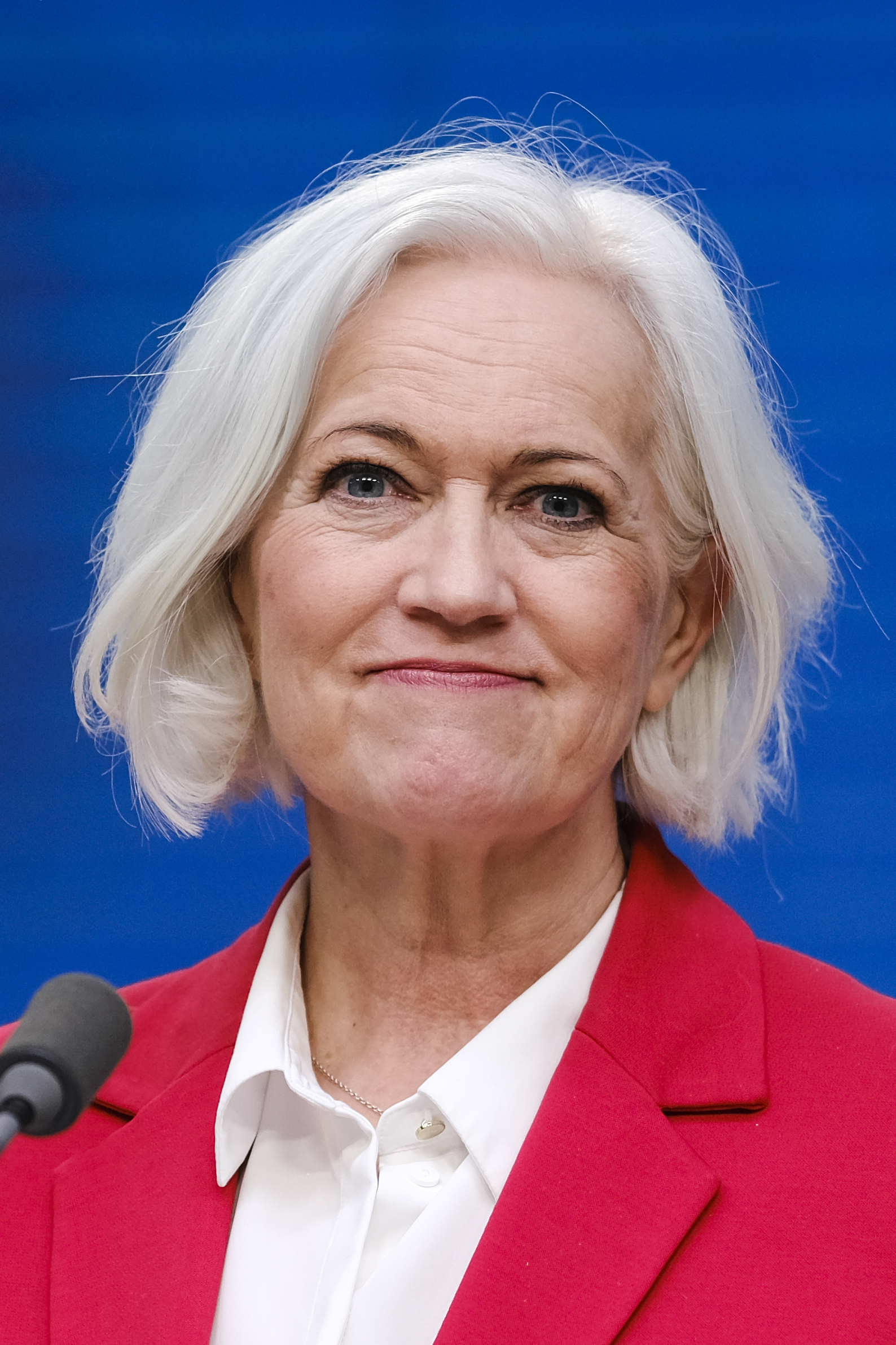
Acko Ankarberg Johansson (2023)

AnnCharlotte Acko Linnea Cecilia Ankarberg Johansson (Geburtsname: AnnCharlotte Acko Linnea Cecilia Johansson; * 29. Oktober 1964 in Öggestorps, Jönköpings län) ist eine schwedische Politikerin der Christdemokraten (Kristdemokraterna), die von 2018 bis 2022 Mitglied des Reichstages war und seit dem 18. Oktober 2022 Ministerin für Gesundheitsfürsorge im Ministerium für Soziales und öffentliche Gesundheit in der Regierung Kristersson ist. 

## Leben

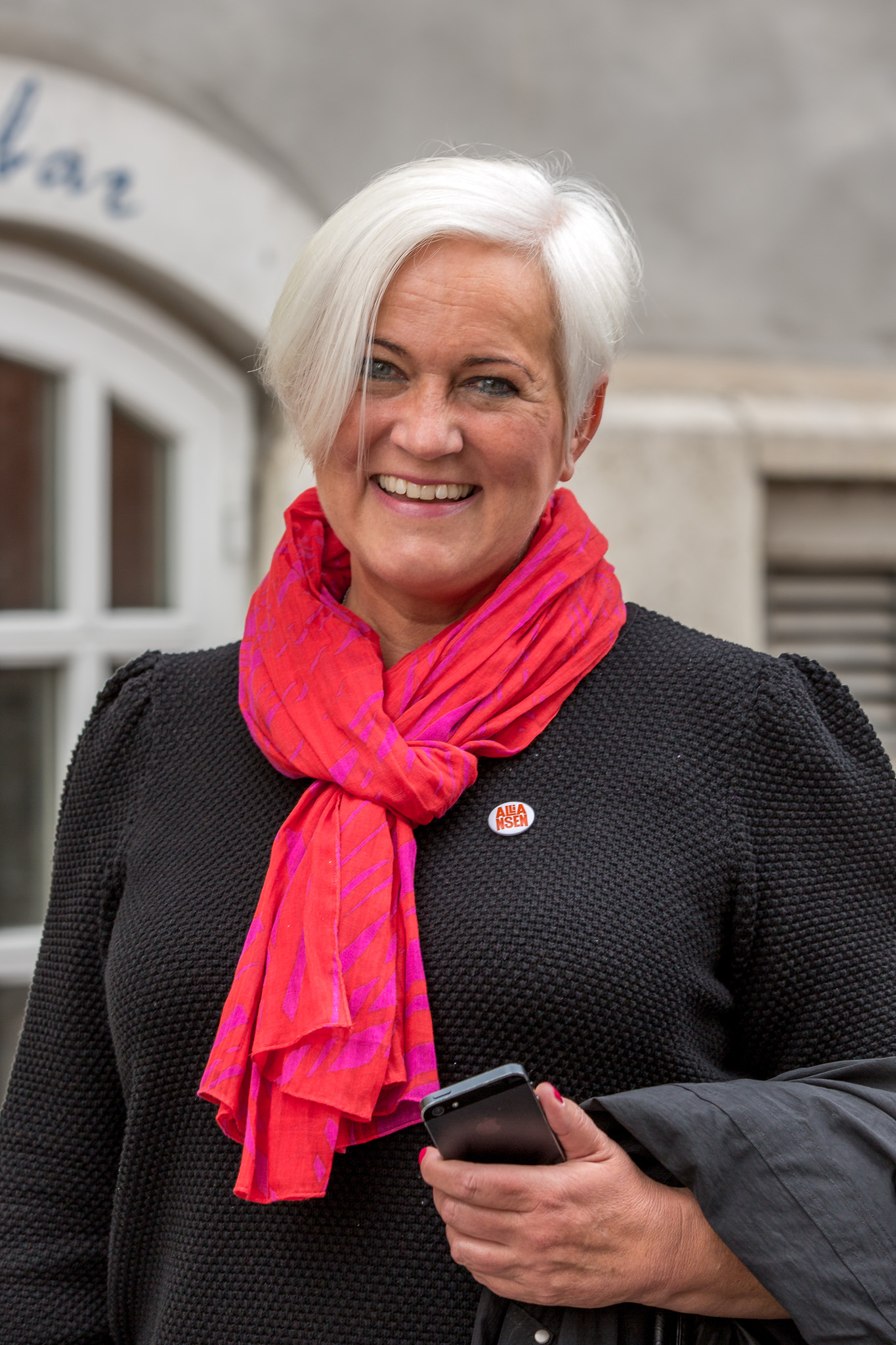
Acko Ankarberg Johansson (2014)

AnnCharlotte Acko Linnea Cecilia Ankarberg Johansson besuchte von 1980 bis 1983 den sozialwissenschaftlichen Zweig der Obersekundarschule am Per Brahe-Gymnasium und war danach zwischen 1983 und 1991 als Musiklehrerin in der Gemeinde Jönköping tätig. Zugleich arbeitete sie von 1986 bis 1991 als Studienberaterin für die Studienorganisation des Christlichen Vereins Junger Menschen sowie daraufhin zwischen 1991 und 1998 im Ankarbergs Begravningsbyrå, dem Bestattungsunternehmen ihres Ehemannes, und war 1995 auch Mitglied eines parlamentarischen Komitees für die Arbeitszeit.
1999 begann Acko Ankarberg Johansson ihr politisches Engagement für die Christdemokraten (Kristdemokraterna) in der Kommunalpolitik und war für die Opposition Mitglied des Rates der Gemeinde Jönköping. Zugleich engagierte sie sich zwischen 1999 und 2010 in verschiedenen Funktionen in der Sveriges Kommuner och Landsting, der Vereinigung der Kommunen und Provinzen Schwedens. Sie war zwischen 2003 und 2007 Mitglied des Ausschusses für Verantwortlichkeiten des öffentlichen Sektors sowie von 2006 bis 2010 Vorsitzende des Gemeindevorstandes von Jönköping. Gleichzeitig fungierte sie zwischen 2007 und 2008 als Leiterin einer Untersuchungskommission für eine Richtlinie zur freien Wahl in der Pflege älterer und behinderter Menschen ernannt, die letztlich zu dem am 1. Januar 2009 in Kraft getretenen Gesetz über das System der Wahlfreiheit (Lagen om valfrihetssystem) führte.
Acko Ankarberg Johansson fungierte zwischen 2010 und 2011 Vorsitzende des Verwaltungsrats der schwedischen Verkehrsverwaltung (Trafikverket). Zugleich löste sie 2010 Lennart Sjögren als Generalsekretärin der Kristdemokraterna ab und bekleidete diese Funktion bis 2018, woraufhin Peter Kullgren sie ablöste. Bei der Wahl am 9. September 2018 wurde sie für die Christdemokraten im Wahlkreis Jönköpings län zum Mitglied des Reichstages gewählt und gehörte diesem bis zur Wahl am 11. September 2022 an. Während ihrer Parlamentszugehörigkeit war sie von 2018 bis 2022 Vorsitzende des Sozialausschusses (Socialutskottet).                                              
Am 18. Oktober 2022 wurde Acko Ankarberg Johansson zur Ministerin für Gesundheitsfürsorge (Sjukvårdsminister) im Ministerium für Soziales und öffentliche Gesundheit in der Regierung Kristersson berufen und ist damit zuständig für die Bereiche Gesundheit und medizinische Versorgung.
Sie lebt in Huskvarna und ist verheiratet.